# 붉은목다람쥐
붉은목다람쥐(Dremomys gularis)는 다람쥐과에 속하는 설치류의 일종이다. 베트남 북부 홍강 계곡 지역과 중국 윈난성 남중부의 아시아 남동부 지역에서 발견된다. 붉은목다람쥐가 포함되어 있는 붉은뺨다람쥐속의 다른 종 아시아붉은뺨다람쥐와 같은 지역에서 발견되지만, 모식 표본의 경우 더 높은 고도(2500~3500m)에서 서식한다.